# Менсур Муйджа
Менсур Муйджа (босн. Mensur Mujdža, нар. 28 березня 1984, Загреб) — хорватський та боснійський футболіст, захисник клубу «Фрайбург».
Виступав, зокрема, за клуб «Загреб», а також національну збірну Боснії і Герцеговини.

## Клубна кар'єра
У дорослому футболі дебютував 2002 року виступами за команду клубу «Загреб», в якій провів сім сезонів, взявши участь у 136 матчах чемпіонату. 
До складу клубу «Фрайбург» приєднався 2009 року. Наразі встиг відіграти за фрайбурзький клуб 85 матчів в національному чемпіонаті.

## Виступи за збірні
Протягом 2004–2006 років залучався до складу молодіжної збірної Хорватії. На молодіжному рівні зіграв у 9 офіційних матчах, забив 2 голи.
У 2010 році дебютував в офіційних матчах у складі національної збірної Боснії і Герцеговини. Наразі провів у формі головної команди країни 20 матчів.